# Таршинов, Михаил Иванович
Михаил Иванович Таршинов — советский конструктор, один из разработчиков танка Т-34.

## Биография
Родился 21 ноября 1905 года. С 1929 года работал в танковом спецотделе Харьковского тракторного завода (Завод № 183). С 1937 года руководитель корпусной группы КБ-24. В 1939 году сконструировал корпус танка А-20.
В октябре 1941 года вместе с заводом и КБ эвакуирован в Нижний Тагил для налаживания производства танков на Уральском заводе. Заместитель главного конструктора Уральского танкового завода.
Создал теоретическую базу наклонной брони: впервые в мировой практике расположил броневые листы под острыми углами к наиболее вероятной траектории полета снарядов. В немалой степени именно ему танк Т-34 обязан классической формой своего корпуса.
После войны — заместитель главного конструктора в «Отделе 520» УТЗ (Уральский танковый завод) и в Харьковском КБМ. В 1956—1957 годах — в командировке в Китае, затем вернулся на прежнюю должность в ХКБМ.

## Награды и звания
Сталинская премия 1946 года 1-й степени (за 1943—1944 годы) — за разработку конструкции нового танка и коренное усовершенствование существующего среднего танка.
Награждён орденом (сентябрь 1941).